# Острови Токара
Острови Токара (яп. 吐噶喇列島, Tokara-rettō)  — архіпелаг у складі островів Нансей, що входить до складу островів Сацунан, які, у свою чергу, є частиною архіпелагу Рюкю. Ланцюг довжиною 150 кілометрів (81 морська миля) складається з дванадцяти невеликих островів, розташованих між  Якусімою та Амамі-Осімою. Загальна площа островів становить 101,35 квадратного кілометра (39,13 миля2) . Адміністративно вся група належить до села Тосіма, префектура Кагосіма, Японія. Лише сім островів постійно заселені. Острови, особливо Такарадзіма, є місцем проживання для поні Токара.

## Історія

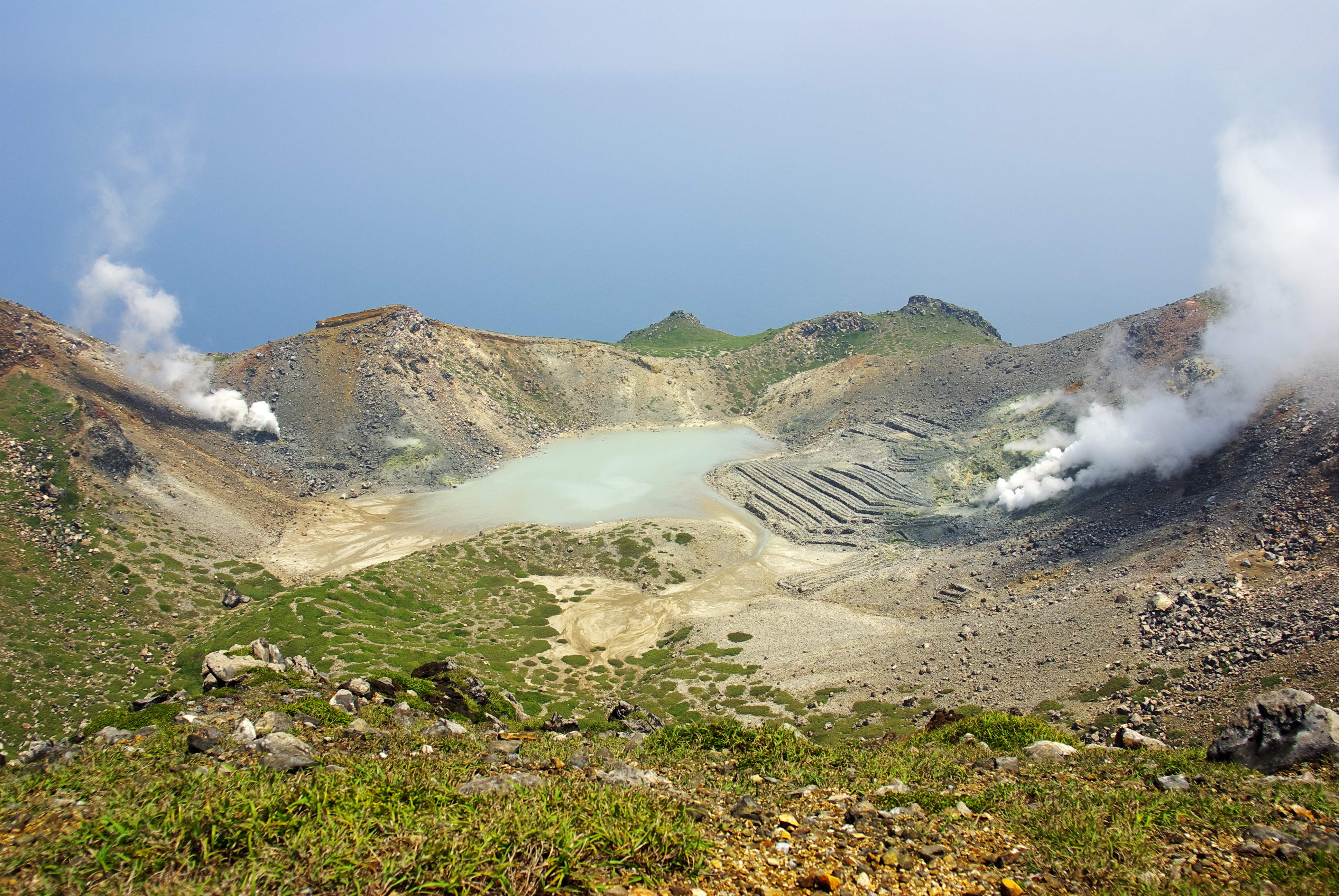
Кратер на найвищій вершині (Отаке) на Накано-шіма. Смуги, які можна побачити праворуч на цій фотографії, являють собою покинуті сірчані шахти.

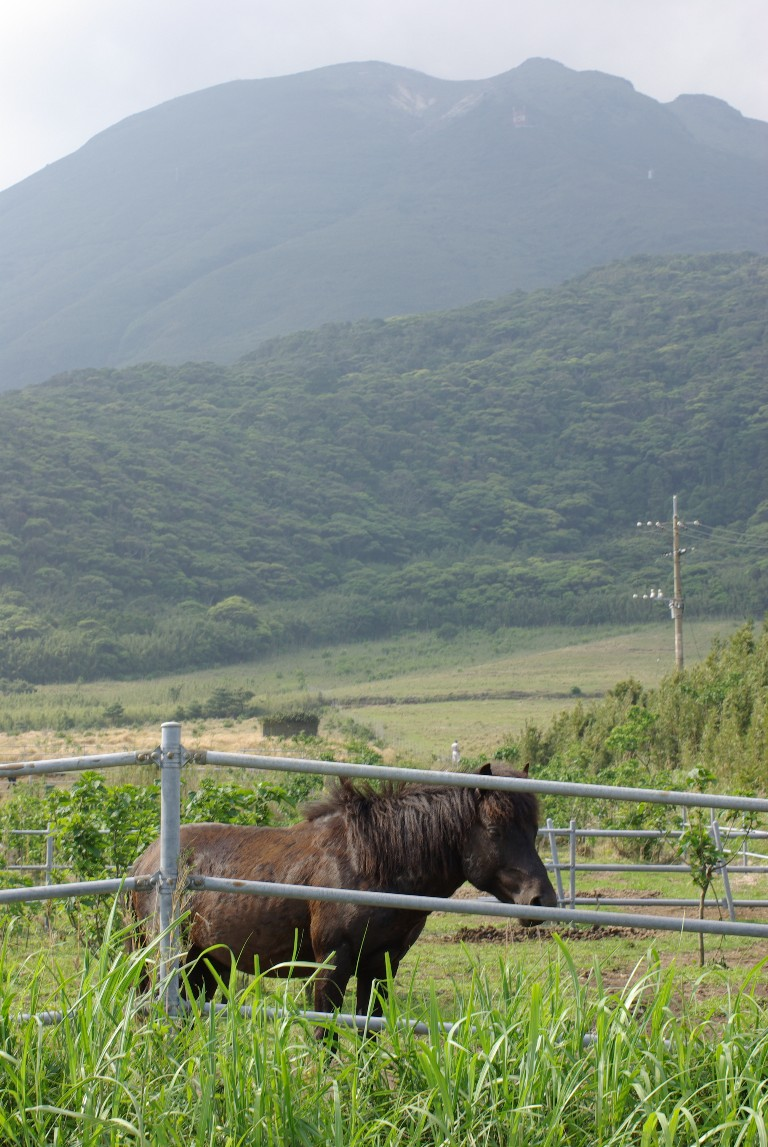
Токара Поні

У «Сьоку Ніхонгі» під записом за 699 рік згадується острів під назвою "Токан" (度感), який зазвичай ототожнюють з Токарою, разом з островами Тане, Яку та Амамі, хоча "Токан" також іноді ототожнюють з Токуносімою, островом, що знаходиться приблизно за 150 кілометрів (93 милі) від Токари. (Хоча в більш ранньому записі Ніхон Шокі за 654 рік згадується "Країна Токара" 吐火罗国, Tokara no kuni, це посилання на регіон Тохара в Центральній Азії, а не на острови Токара). У 15-16 століттях острови перейшли під контроль клану Сімадзу з домену Сацума та королівства Рюкю. У 1611 році Рюкю поступилося своєю територією на островах Токара Сацумі, що було підтверджено сьогунатом Токугава у 1624 році.
У 1908 році острови були адміністративно об'єднані в село Джітто (яп. 十島村, Джітто-мура, буквально "Десять островів"), з яких сім були заселені. Після Другої світової війни з 2 лютого 1946 року всі острови Сацунан на південь від 30-ї широти, включно з островами Токара, були передані під військову адміністрацію Сполучених Штатів як частина Тимчасового уряду Північних островів Рюкю. Однак три північні населені острови архіпелагу, Іодзіма, Куросіма і Такесіма, залишилися під контролем Японії і були передані під управління селища Місіма. Решта островів Токара повернулися до Японії 10 лютого 1952 року, і зараз ними управляє село Тошіма.

## Важлива орнітологічна територія
BirdLife International визнала острови важливою орнітологічною територією (IBA), оскільки на них живуть популяції японських лісових голубів, зелених голубів Рюкю, очеретянок Ідзіми, дроздів Ізу та малинівок Рюкю.

## Острови
| Фото                                                                                  | Назва         | Канджі     | Площа (км²) | Населення 2004 | Найвища точка (м) | Вершина місцевості | Координати                                                                                 |
| ------------------------------------------------------------------------------------- | ------------- | ---------- | ----------- | -------------- | ----------------- | ------------------ | ------------------------------------------------------------------------------------------ |
|                                                                                       | Хірасе        |            |             | -              |                   |                    | 30°2′32.26″ пн. ш. 130°3′0.29″ сх. д. / 30.0422944° пн. ш. 130.0500806° сх. д. (Toudai-Se) |
|                                                                                       | Кучіношіма    | 口之島     | 13.33       | 140            | 628.5             | Maedake            | 29°58′15″ пн. ш. 129°55′20″ сх. д. / 29.97083° пн. ш. 129.92222° сх. д.                    |
|                                                                                       | Наканошіма    | 中之島     | 34.47       | 167            | 979.0             | Otake              | 29°50′30″ пн. ш. 129°52′30″ сх. д. / 29.84167° пн. ш. 129.87500° сх. д.                    |
|                                                                                       | Гаджаджіма    | 臥蛇島     | 4.07        | –              | 497.2             |                    | 29°54′11″ пн. ш. 129°32′30″ сх. д. / 29.90306° пн. ш. 129.54167° сх. д.                    |
|                                                                                       | Когаджаджіма  | 小臥蛇島   | 0.50        | –              | 301,0             |                    | 29°52′48″ пн. ш. 129°37′15″ сх. д. / 29.88000° пн. ш. 129.62083° сх. д.                    |
|                                                                                       | Таіраджіма    | 平島       | 2.08        | 88             | 245               | Ontake             | 29°41′15″ пн. ш. 129°31′57″ сх. д. / 29.68750° пн. ш. 129.53250° сх. д.                    |
|                                                                                       | Суваноседжіма | 諏訪之瀬島 | 27.66       | 48             | 796,0             | Ontake             | 29°38′19″ пн. ш. 129°42′50″ сх. д. / 29.63861° пн. ш. 129.71389° сх. д.                    |
|                                                                                       | Акуседжіма    | 悪石島     | 7.49        | 72             | 584               | Mitake             | 29°27′36″ пн. ш. 129°36′06″ сх. д. / 29.46000° пн. ш. 129.60167° сх. д.                    |
|                                                                                       | Коджіма       | 小島       | 0.36        | –              | 56,0              |                    | 29°13′40″ пн. ш. 129°20′45″ сх. д. / 29.22778° пн. ш. 129.34583° сх. д.                    |
|                                                                                       | Кодакараджіма | 小宝島     | 1.00        | 43             | 102.7             |                    | 29°13′26″ пн. ш. 129°19′34″ сх. д. / 29.22389° пн. ш. 129.32611° сх. д.                    |
|                                                                                       | Такараджіма   | 宝島       | 7.14        | 114            | 291.9             | Imakira-dake       | 29°08′40″ пн. ш. 129°12′29″ сх. д. / 29.14444° пн. ш. 129.20806° сх. д.                    |
|                                                                                       | Камінонеджіма | 上ノ根島   | 0.54        | –              | 280,0             |                    | 28°49′56″ пн. ш. 129°0′03″ сх. д. / 28.83222° пн. ш. 129.00083° сх. д.                     |
|                                                                                       | Йокоатеджіма  | 横当島     | 2.76        | –              | 494.8             | Higashimine        | 28°47′57″ пн. ш. 128°59′20″ сх. д. / 28.79917° пн. ш. 128.98889° сх. д.                    |
| Показати координати на: OpenStreetMap · Google Maps Отримати координати як: KML · GPX |               |            |             |                |                   |                    |                                                                                            |
| Показати координати на: OpenStreetMap · Google Maps                                   |               |            |             |                |                   |                    |                                                                                            |
| Отримати координати як: KML · GPX                                                     |               |            |             |                |                   |                    |                                                                                            |